# Ferenc Kiss (attore)
Ferenc Kiss (Székesfehérvár, 16 aprile 1892 ossia 1893 – Budapest, 13 agosto 1978) è stato un attore ungherese.

## Biografia
Nato a Székesfehérvár, città ungherese all'epoca facente ancora parte dell'impero austro-ungarico, fu attore teatrale e cinematografico. Girò quasi una cinquantina di film e il suo nome appare anche come supervisore artistico e consulente d'arte in due pellicole. Del 1939 è il suo unico film da regista, Magyar Feltámadás, che diresse insieme a Jenö Csepreghy.
Morì a Budapest il 13 agosto 1978 all'età di 86 anni.

## Filmografia

### Attore
- Rákóczi induló
- Caffè Moscova
- Légy jó mindhalálig
- Ember a híd alatt
- Sárga csikó
- Én voltam
- Szenzáció, regia di Steve Sekely e Ladislao Vajda (1936)
- Az aranyember
- Zivatar Kemenespusztán
- Pogányok
- Pergötüzben!
- Pusztai szél
- L'uomo scambiato
- Piros bugyelláris
- János vitéz
- Magyar Feltámadás
- Balalaika, regia di Reinhold Schünzel (1939)
- Öt óra 40
- Hat hét boldogság
- L'amore ricomincia
- Un'avventura a Serajevo
- Elnémult harangok
- La vergine ribelle (A beszélö köntös), regia di Radványi Géza (Géza von Radványi) (1941)
- L'Europa non risponde
- Fiamme (Lángok), regia di László Kalmár (1941)
- Kísértés
- Tentazione, regia di Aldo Frosi e Hans Hinrich (1942)
- Szabotázs
- II. magyar kívánsághangverseny
- Égi madár
- Bogáncs
- Játék a szerelemmel
- Pár lépés a határ
- Légy jó mindhalálig
- Csutak és a szürke ló
- Jó utat, autóbusz
- Áprilisi riadó
- Fagyosszentek
- Egyiptomi történet
- Új Gilgames
- Húsz óra
- Pacsirta, regia di László Ranódy (1963)
- Iszony
- A köszívü ember fiai
- Szentjános fejevétele
- Édes és keserü
- Régi idök focija

### Regista
- Magyar Feltámadás